# Леса кайя Миджикенда
Леса кайя Миджикенда (англ. Sacred Mijikenda Kaya Forests) — священные для африканских племён миджикенда леса на 200-километровой прибрежной полосе на территории Кении. Объект Всемирного наследия ЮНЕСКО с 2008 года.

## Описание
Священные леса кайя представляют собой десять лесных массивов в прибрежной полосе Кении протяжённостью около 200 км между городами Момбасой и Килифи. Их сакральный статус определяется тем фактом, что в них скрываются руины более чем 30 укреплённых деревень-кайя (множественное число — макайя), строившихся до XX века племенами миджикенда. После того, как макайя пришли в упадок как населённые пункты, они стали почитаться миджикенда как места обитания духов предков. Леса вокруг макайя, заботливо сохраняемые миджикенда и занимающие площадь более 1,5 тысяч гектаров, — практически всё, что осталось от некогда обширных низинных лесов побережья Кении.
Национальные легенды миджикенда рассказывают, что их предки пришли на побережье Кении из района современного Сомали, будучи вытеснены из родных мест экспансией скотоводческих племён (таких, как масаи, галла и орма). В XVI веке они построили первые шесть укреплённых посёлков-макайя на холмистом кряже, протянувшемся вдоль побережья. Позже к первым шести прибавились ещё три макайя. В XVII веке, по мере распространения племён миджикенда вдоль побережья, строительство макайя продолжалось в новых местах. Между строительством первой кайя (по преданиям, датируемым примерно 1560 годом) и строительством последней прошло более 300 лет. Культура миджикенда — земледельческих племён, обрабатывавших медь и железо — включала культ божества-создателя Мулунгу и верования во второстепенных духов, принимающих непосредственное участие в повседневной жизни. Традиции языческого культа, в том числе почитание духов предков, сохранялись даже в условиях перехода населения в ислам. Считается, что в каждой кайя должен находиться священный объект-«финго» — реликвия, ведущая происхождение с прародины миджикенда.
По мере переселения в XIX веке и особенно в начале XX века жителей макайя на изолированные фермы и в города культура кайя стала приходить в упадок. К 40-м годам население полностью покинуло почти все макайя. По мере расселения началась расчистка прибрежных лесов, но при этом лесные массивы, непосредственно окружавшие макайя, целенаправленно сохранялись. Со временем, по мере того, как приверженность историческим культурным ценностям слабела, а потребность в древесине росла, площадь лесов кайя продолжала сокращаться (к настоящему лесу лес вокруг каждой кайя занимает площадь от 5 га до 3 км²). Тревога за судьбу исторических мест привела к кампании по сохранению макайя и лесов кайя в конце XX и начале XXI века. Параллельно с этим развернулась организованная ботаниками и экологами кампания в защиту редких и исчезающих видов растений, встречающихся в лесах кайя: только в лесу Кайя-Кинондо насчитывается 187 видов растений, а также 45 видов бабочек и более 48 видов птиц. Здесь же обитают колобусы и редкая золотистая хоботковая собачка.

## Охранный статус
В 2008 году 32-я сессия Комитета Всемирного наследия ЮНЕСКО присвоила лесам кайя статус объекта Всемирного наследия по трём параметрам: как центру религиозных верований и обрядов миджикенда (критерий iii), как образцу традиционных сооружений (сами макайя, критерий v) и как религиозному объекту национального и регионального значения, поскольку область лесов распространяется за пределы Кении (критерий vi).